# Angels Cry
| 전문가 평가 | 전문가 평가 |
| 평가 점수   | 평가 점수   |
| 출처        | 점수        |
| ----------- | ----------- |
| AllMusic    | [ 3 ]       |
| Metal Storm | 8.6/10      |

《Angels Cry》는 브라질의 헤비 메탈 밴드 앙그라의 데뷔 음반이다. 1993년에 발매되었고 독일의 함부르크에 있는 카이 한센의 스튜디오에서 녹음되었다.

## 제작 및 녹음
이 음반의 제작과 녹음에 대해 언급할 때 보컬리스트 앙드레 마토스는 자신과 밴드 친구들의 미숙함, 그리고 그들과 프로듀서들 사이의 음악적 영향의 차이 때문에 이 음반을 녹음하는 것이 어렵다고 말했다. 그는 또한 이 녹음을 "망명자"라고 언급했다.
| “ | 음반이 완성될 때까지 몇 달 동안 그곳에 있었어요. 그리고 약간 소름끼치기도 했어요. 저희는 이 음반을 함부르크에 있는 카이 한센의 스튜디오, 감마 레이 스튜디오에서 녹음하고 있었습니다. 그리고 그 스튜디오는 제2차 세계 대전 벙커 안에 앉아있었습니다. 창문도, 공기도, 빛도 없었습니다. 그래서 저희가 독일에서 했던 이번 첫 번째 음반 분위기가 이상했는데 결국 모든 게 잘 풀렸어요. | ” |

프로듀서 찰리 바워파인드는 드러머이자 공동 설립자인 마르코스 안투네스가 음반에 넣을 것으로 예상한 음악에 충분히 능숙할 것이라고 확신하지 못했기 때문에 밴드에게 그를 해고하고 알렉스 홀츠워스를 세션 음악가로 고용하거나 전자 드럼을 사용하거나 그렇지 않으면 프로젝트를 떠날 것이라고 말했다. 밴드는 그의 말대로 하기로 결정하고 안투네스를 홀츠워스로 대체하기로 결정했는데, 이 결정은 마토스가 매우 어렵다고 간주한다.
그러나 이 노래들 중 하나는 다른 드러머가 불렀는데, 케이트 부시는 당시 감마 레이의 드러머 토마스 나크가 연주한 〈Wuthering Heights〉를 커버했다. 마토스는 나크가 부시의 열렬한 팬이며 "이 대사들을 완벽하게 연주할 수 있다"고 말했다.

## 곡 목록
| #   | 제목                                                       | 작사·작곡                           | 재생 시간          |
| --- | ---------------------------------------------------------- | ----------------------------------- | ------------------ |
| 1.  | 〈Unfinished Allegro〉                                     | 프란츠 슈베르트, 앙드레 마토스      | 1:15               |
| 2.  | 〈Carry On〉                                               | 마토스                              | 5:03               |
| 3.  | 〈Time〉                                                   | 마토스, 라파엘 비트텐코트           | 5:54               |
| 4.  | 〈Angels Cry〉                                             | 마토스, 비트텐코트                  | 6:49               |
| 5.  | 〈Stand Away〉                                             | 마토스, 비트텐코트                  | 4:55               |
| 6.  | 〈Never Understand〉                                       | 마토스, 비트텐코트                  | 7:48               |
| 7.  | 〈Wuthering Heights〉                                      | 케이트 부시, 마토스                 | 4:38               |
| 8.  | 〈Streets of Tomorrow〉                                    | 마토스                              | 5:03               |
| 9.  | 〈Evil Warning〉                                           | 마토스, 비트텐코트, 마르코 안투네스 | 6:41               |
| 10. | 〈Lasting Child - I. The Parting Words - II. Renaissance〉 | 마토스                              | 7:35 - 4:02 - 3:35 |